# Rudolf Kassel
Rudolf Kassel (Frankenthal, 11 maggio 1926 – Colonia, 26 febbraio 2020) è stato un filologo classico tedesco.

## Biografia
Dopo il servizio militare e la prigionia ottenne la maturità nel 1947 presso il Ginnasio umanistico di Ludwigshafen. Studiò poi all'Università di Magonza e conseguì il dottorato nel 1951 con Wilhelm Süss. Nel 1956 ottenne l'abilitazione all'Università di Würzburg con Studi sulla Konsolationsliteratur greca e romana e fu poi nominato assistente presso l'Università di Würzburg. Nel 1962 ottenne la nomina a lettore presso l'Università di Oxford e nel 1963 a professore ordinario presso la Libera università di Berlino. Durante la sua permanenza a Berlino, rifiutò le chiamate provenienti da Amburgo, Tubinga, Harvard e Berna. Nel 1975 si trasferì, come successore di Albrecht Dihle, all'Università di Colonia, rimanendovi fino al 1991, anno in cui si ritirò dal mondo accademico. Gli vennero conferiti dottorati onorari dalle università di Oxford e di Salonicco.
La sua opera più famosa è la collezione Poetae Comici Graeci.
Fra i suoi allievi si ricordano Volkmar Schmidt, Otto Zwierlein, Heinz-Günther Nesselrath e Jürgen Hammerstaedt; Hermann Wankel fu il suo assistente a Berlino.

## Riconoscimenti
- 1973: membro corrispondente della British Academy
- 1977: membro a pieno titolo della Accademia delle Scienze, Lettere e Arti della Renania Settentrionale-Vestfalia
- 1979: membro onorario della Società Ellenica
- 1991: membro straniero della Reale Accademia Olandese di Scienze
- 1993: membro corrispondente dell'Accademia di Atene
- 2003: ordine al Merito della Repubblica Federale di Germania